# Die Zitadelle
Die Zitadelle ist der Titel eines Romans des schottischen Arztes und Schriftstellers Archibald Joseph Cronin aus dem Jahr 1937. Dieser diente als Vorlage des gleichnamigen britischen Spielfilms des Regisseurs King Vidor aus dem Jahr 1938, der vom US-amerikanischen Filmstudio Metro-Goldwyn-Mayer (MGM) in Großbritannien produziert wurde.

## Romanhandlung
In Cronins Roman Die Zitadelle legt der idealistische junge Arzt Andrew Manson, mit autobiographischen Zügen, die Schwachstellen des damaligen britischen Gesundheitssystems offen. Auf jeder seiner vier Etappen gerät er in neue Konfrontationen und Verstrickungen. Einmal sind es die Hierarchien und Vernetzungen der auf die Steigerung ihres Einkommens bedachten Ärzte, zweitens ihre Verbindungen zur Pharmaindustrie und drittens behindern eine schwerfällige Bürokratie und die an konventionelle Behandlung gewöhnten, unaufgeklärten Patienten den Fortschritt. Am Schluss des Romans versucht Manson nach leidvollen Erfahrungen die Botschaft des Autors umzusetzen und in einer Kleinstadt eine Gemeinschaftspraxis nach streng ethischen Regeln mit seinen Freunden Denny und Hope aufzubauen: Die drei Spezialisten behandeln die Patienten kooperativ und verbinden ihre Tätigkeit mit wissenschaftlichen Untersuchungen.
1. Bei seiner ersten Anstellung als Hilfsarzt des kranken und arbeitsunfähigen Dr. Page im walisischen Blaenelly muss er bei schlechter Bezahlung die Patienten allein behandeln, während Pages Frau die Haupteinnahmen in Wertpapiere anlegt. Sein Kollege Philip Denny, Hilfsarzt einer anderen Praxis, hat entdeckt, dass für die vielen Typhuserkrankungen der marode Hauptabwasserkanal schuld ist, dessen Dreck in die tiefer gelegenen Brunnen sickert und das Trinkwasser mit Bazillen verseucht. Aus Kostengründen verschleppt der zuständige Sanitätsreferent Griffiths immer wieder die Sanierung und die beiden Ärzte zwingen schließlich die Behörden durch eine subversive Aktion zum Neubau: durch die nächtliche Sprengung des alten Kanals.
2. Die nächste Station, die Anstellung als Assistenzarzt des Bergarbeiterhilfswerks im benachbarten Aberalaw, bringt für ihn die finanzielle Unabhängigkeit, und er kann die Lehrerin Christine Barlow heiraten. In Aberalaw führt der Chefarzt Llewellyn das Regiment: Er hat alle medizinischen Führungspositionen in der Stadt besetzt. Für seine Oberaufsicht verlangt er von den ihm unterstellten Ärzten die Abgabe 1/5. ihres Einkommens. Als Manson die Kollegen Urquhart, Medley und Oxborrow zu einer gemeinsamen Aufkündigung der Vereinbarung bewegen will, kann er sich nicht durchsetzen, denn sie fühlen sich vom Chefarzt abhängig und wollen wie bisher ihre schwierigen Fälle aus ihrer Verantwortung an ihn abgeben. Weiteren Ärger hat er mit einigen Patienten seines Bezirks, die von ihm, wie bei seinem Vorgänger üblich, unbegründete Krankschreibungen erwarten und, als er diese nicht gewährt, zu einem anderen Arzt wechseln. Auch seine Behandlungsmethoden stoßen auf Kritik. Als die Distriktschwester Lloyd eine Verbrennung mit Öl behandelt und den Arm des Arbeiters mit alten Binden umwickelt hat, verordnet er einen antiseptischen Verband. Die Schwester ist gekränkt und rächt sich, indem sie bei ihren Patienten schlecht über ihn redet. Da viele Bergbauarbeiter, v. a. in Asbestgruben, an Tuberkulose erkranken, erforscht er die Ursachen durch Messreihen und Tierversuche. Doch er stößt dabei auf Widerstand. Seine Gegner nutzen die Gelegenheit, sein Labor und seine Aufzeichnungen zu zerstören, und vertreiben ihn so aus der Stadt.
3. Mansons Dissertation über die Staubeinatmung hat Aufsehen beim Coal and Metalliferous Mines Fatigue Board in London erregt, und man bietet ihm eine Anstellung an, um weitere Untersuchungen durchzuführen. Doch in dem bürokratischen Betrieb werden ihm andere Aufgaben, die Standardisierung von Bandagen, übertragen. Sein Kollege Hope erklärt ihm die Ineffektivität des Instituts mit dem Theoriengezänk der Konferenzteilnehmer und den Vorschriften, die jede Eigeninitiative der Forscher behindere. Manson macht ähnliche Erfahrungen und kündigt resigniert.
4. Manson findet eine kleine, von seinem Vorgänger offenbar vernachlässigte Praxis in Paddington. Da am Anfang nur wenige Patienten zu ihm kommen, lässt er sich durch den alten Studienfreund Freddie Hampton und die neue Bekannten Charles Ivory und Paul Freedman verleiten, schnell zu Reichtum zu gelangen, indem er sich mit ihnen vernetzt und sie sich wohlhabende Frauen der oberen Gesellschaft, die unter mangelnder Aufmerksamkeit und Fürsorge leiden, weiterreichen. Sie behandeln sie mit wirkungslosen teuren Medikamenten wie Cremo-Produkten zur angeblichen Steigerung der Widerstandskräfte oder Injektionskuren gegen Heuschnupfen. Auch empfehlen sie ihnen unnötige Operationen. Diese Möglichkeiten erweitern sich, als Manson halboffizieller Arzt des Luxus-Modegeschäfts Laurier wird und viele Privatpatientinnen an sich binden kann. Durch diesen Kundenkreis steigt sein Lebensstandard schnell. Christine bemerkt schmerzlich seine Kommerzialisierung, doch er weist ihre Kritik zurück, verkehrt ohne sie in der vornehmen Gesellschaft und hat eine kurze Affäre mit seiner reichen Förderin Mrs. Frances Lawrence.
Sein privater (Tod seiner ihren gemeinsamen Idealen treu gebliebenen Frau bei einem Verkehrsunfall) und beruflicher Absturz beginnt mit einer missglückten Leistenbruchoperation, die er dem überforderten Ivory übergeben hat. Trifft ihn der Tod des Patienten Harry Vidler moralisch, so führt andererseits die Heilung einer Patientin, der Tochter Mary seines Freundes Con Boland, zu einer Anklage vor dem General Medical Council. Ihm soll die ärztliche Zulassung entzogen werden. Grund dafür ist seine Zusammenarbeit mit dem amerikanischen Tuberkulose-Spezialisten Richard Stillman, der keinen medizinischen Abschluss hat und eine in England umstrittene Pneumothorax-Behandlung anwendet. Trotz seiner Verteidigungsrede, in der er aus seinen Erfahrungen heraus das britische Gesundheitssystem kritisiert, darf er weiterhin als Arzt arbeiten und versuchen seinen Traum (Die Zitadelle ist das Symbol seiner Vision) eines besseren medizinischen Systems zu realisieren.

## Vergleich mit der Filmhandlung
Wie bei Romanverfilmungen üblich wurden Handlungen komprimiert bzw. weggelassen. Die Besetzungsliste mit anderen Namen (z. B. Dr. Lawford, Mrs. Orlando, Charles Every, Lady Raebank, Ben Chenkin) weist darauf hin. Vor allem der Schluss wurde verändert und dem Publikumsgeschmack angepasst: Nicht Mansons treue Frau Christine stirbt, sondern sein Freund Philip Denny wird (anstelle der Episodenfigur Harry Vidler) Opfer einer missglückten Operation.

## Kritiken
„Verfilmung des teilweise autobiografischen Romans von A. J. Cronin, der auf den Zusammenhang zwischen ärztlichem Berufsethos und Milieueinfluß hinweist. Der Film kontrastiert diese Wechselwirkung an den Stationen einer Arztpraxis bei Bergwerksarbeitern und der High-Society, wo der Arzt beruflich korrumpiert wird. In der zeitkritischen Vorlage überholt, aber im Kern des Berufsproblems noch immer gültig. Der realistische Regiestil wirkt durch den zeitlichen Abstand eher distanzierend.“

„Ein kraftvoll zupackender Film, der vor allem wegen seiner feinfühligen und genauen Milieubeschreibung des Kohlenreviers Beachtung und Interesse verdient. Empfehlenswert ab 16 Jahren.“

Der Film wurde von der New York Times auf die Liste der 1000 besten Filme aller Zeiten gesetzt.

## Auszeichnungen
Der Film erhielt vier Oscarnominierungen, ging bei der Oscarverleihung 1939 jedoch leer aus. Der Film war in den Kategorien Bester Film, Bester Hauptdarsteller, Beste Regie und Bestes Drehbuch nominiert.
Weitere Preise: National Board of Review Award/Bester Film und New York Film Critics Circle Award/Bester Film

## Sonstiges
1984 wurde der Stoff auch in Form einer zehnteiligen US-britischen Fernsehserie verfilmt.